# فیل تامپسون
فیل تامپسون (به انگلیسی: Phil Thompson) بازیکن فوتبال زادهٔ ۲۱ ژانویه ۱۹۵۴ اهل انگلستان بود که سابقهٔ بازی در تیم ملی فوتبال انگلستان را در کارنامهٔ خود دارد. وی در تاریخ ۲۴ مارس ۱۹۷۶ نخستین بازی ملی خود را در مقابل تیم ملی فوتبال ولز انجام داد و با حضور در ۴۲ بازی ملی، در تاریخ ۱۷ نوامبر ۱۹۸۲ واپسین بازی ملی‌اش را در برابر تیم ملی فوتبال یونان برگزار کرد.
این بازیکن توانسته در بازی‌های ملی، ۱ گل به ثمر برساند.